# Адам Джонсон
А́дам Джо́нсон (англ. Adam Johnson, нар. 14 липня 1987, Дарем) — англійський футболіст, фланговий півзахисник. В березні 2016 року отримав 6-річний тюремний термін.

## Клубна кар'єра
Народився 14 липня 1987 року в місті Дарем. Вихованець футбольної школи клубу «Мідлсбро». Дорослу футбольну кар'єру розпочав 2004 року в основній команді того ж клубу, в якій провів два сезони, взявши участь у 32 матчах чемпіонату.

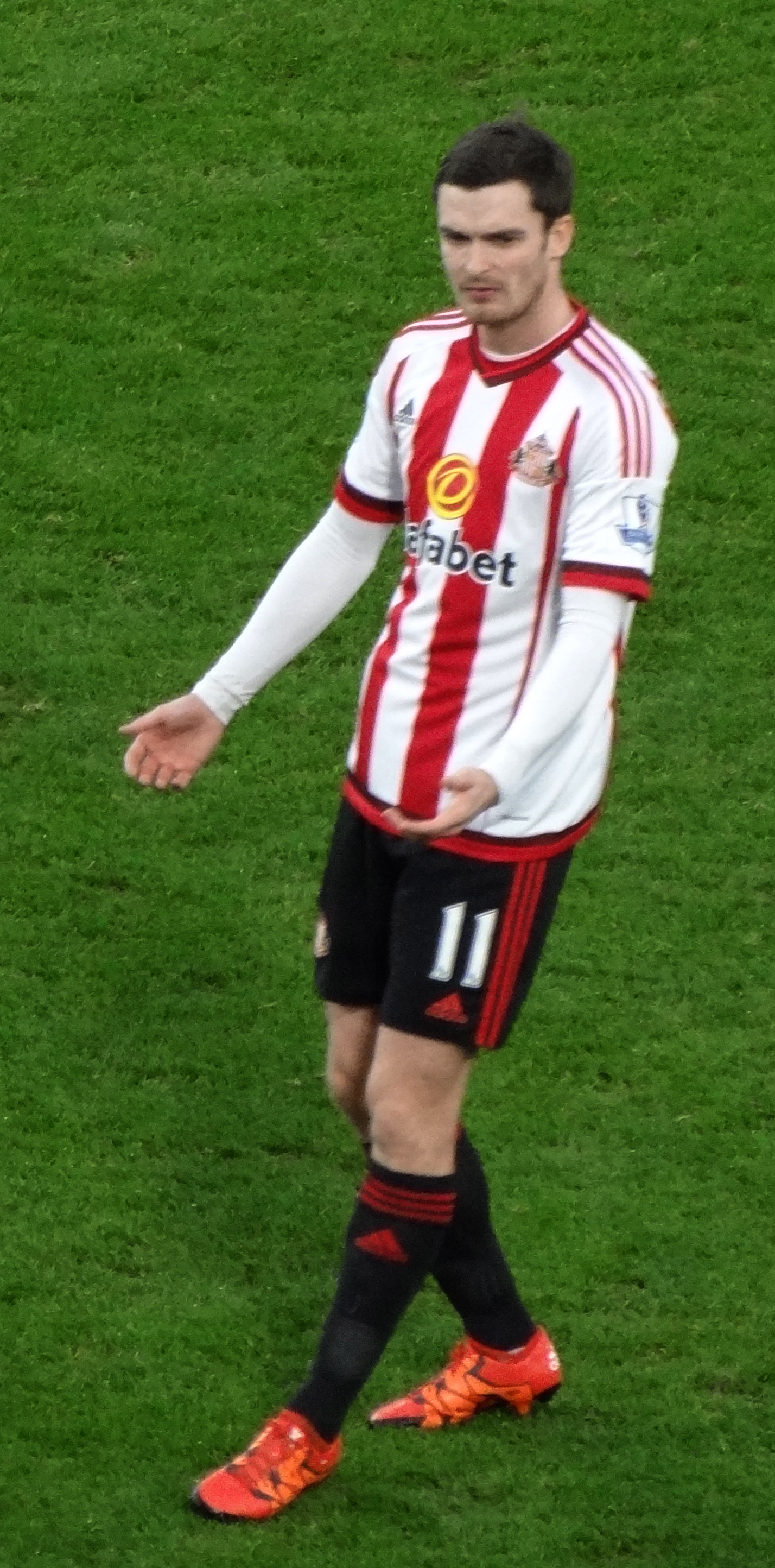
Адам Джонсон під час виступів за «Сандерленд». 19 грудня 2015 року.

Згодом, з 2006 по 2007 рік, встиг пограти на умовах оренди у складі команд клубів «Лідс Юнайтед» та «Вотфорд».
Своєю грою за останню команду знову повернув увагу представників тренерського штабу клубу «Мідлсбро», до складу якого приєднався по завершенні терміну оренди у 2007. Цього разу став стабільним гравцем основного складу і відіграв за клуб з Мідлсбро наступні три сезони своєї ігрової кар'єри.
До складу клубу «Манчестер Сіті» приєднався 2010 року. Протягом двох сезонів відіграв за команду з Манчестера 73 матчі в національному чемпіонаті, відзначившись 11 забитими голами.
2012 року став гравцем «Сандерленда», за який провів 122 матчі у Прем'єр-лізі і забив 19 голів.

### Скандал і тюремний термін
Взимку 2016 року Джонсон був затриманий поліцією за підозрою в педофілії у березні минулого року. У суді він зізнався, що спокусив і цілувався з 15-річною дівчиною. Однак він відкинув звинувачення з ще двома пунктами і заявив, що не мав з нею сексуальних зв'язків. У лютому «Сандерленд» з цієї причини розірвав контракт з 28-річним півзахисником. Жертва була власником абонемента «Сандерленда», обожнювала Джонсона і регулярно чекала його після матчів для того, щоб сфотографуватися з гравцем. Вони почали обмінюватися повідомленнями в переддень Нового року, і незабаром Джонсон зустрівся з дівчиною, щоб дати їй футболку «чорних котів» з автографом.
Суд засудив колишнього півзахисника збірної Англії і «Сандерленда» до шести років тюремного ув'язнення.

## Виступи за збірні
Протягом 2007—2009 років залучався до складу молодіжної збірної Англії. На молодіжному рівні зіграв у 19 офіційних матчах, забив 4 голи.
2010 року дебютував в офіційних матчах у складі національної збірної Англії. За три роки провів у формі головної команди країни 12 матчів, забивши 2 голи.

## Досягнення
- Чемпіон Англії (1):

«Манчестер Сіті»: 2011-12
- Володар Кубка Англії (1):

«Манчестер Сіті»: 2010-11
- Володар Суперкубка Англії з футболу (1):

«Манчестер Сіті»: 2012